# Hipismo nos Jogos Olímpicos de Verão de 2016 - Qualificatórias
Este artigo detalha a fase de qualificação para as três modalidades do hipismo nos Jogos Olímpicos de Verão de 2016. Para cada modalidade há um sistema específico de qualificação, definidos pela Federação Equestre Internacional – FEI.  

## Informações gerais
As vagas são destinadas ao Comitê Olímpico Nacional - CON ao qual pertence o conjunto que a conquistou, não pertence ao atleta, e cada atleta só pode conquistar uma vaga para sua representação.
Estão em disputa 188 vagas, de duzentas vagas disponíveis.
País-sede: o Brasil tem direito a inscrever uma equipe por modalidade, o que corresponde a até quatro conjuntos por modalidade. Dessa forma, o país-sede tem a possibilidade de participação em todas as provas, já que os inscritos por equipe também disputam individualmente.
Limites de vagas e atletas por CON:
Cada Comitê Olímpico Nacional - CON pode inscrever até doze conjuntos, quatro em cada modalidade, e três equipes, uma por modalidade. Sempre que três conjuntos de uma mesma representação forem inscritos, este CON se habilita a participar da disputa por equipes.
Nos casos em que o CON qualificado por equipe só enviar três conjuntos, essa vaga fica disponível como vaga individual e será preenchida por outro CON.  
| Modalidade   | Vagas    | Vagas      | Vagas |
| Modalidade   | Equipe   | Individual | Total |
| ------------ | -------- | ---------- | ----- |
| Adestramento | 10 (40)  | 20         | 60    |
| Saltos       | 15 (60)  | 15         | 75    |
| CCE          | 11 (44)  | 21         | 65    |
| Total        | 36 (144) | 56         | 200   |

Regiões geográficas: para efeito de classificação, os países foram separados em sete regiões:  
- A: Europa Noroeste
- B: Europa Sudoeste
- C: Europa Central e Oriental e Ásia Central
- D:América do Norte
- E: América Central e do Sul
- F: África e Oriente Médio
- G: Sudoeste asiático e Oceania

## Adestramento
As vinte vagas individuais foram preenchidas pelos dois atletas melhores posicionados nos rankings olímpicos individuais em cada uma das sete regiões geográficas e os seis melhores no ranking olímpico da FEI que não se qualificaram de outra forma. As demais quarenta vagas foram preenchidas pelos conjuntos inscritos por equipe.
Estão disponíveis dez vagas para a disputa por equipe, cada uma com até quatro conjuntos.
- Uma vaga para o país-sede
- Três vagas para os melhores dos Jogos Equestres Mundiais de 2014
- Demais vagas são disputadas em qualificatórias específicas para as sete regiões geográficas.
- Para as regiões F e G está reservada uma vaga, que será do melhor classificado nos Jogos Mundiais. Caso tenha ficado entre os três primeiro, a vaga será destinada ao 4º colocado no Mundial.[1]

### Eventos qualificatórios
| Modalidade                                                     | Data                                    | Local             | Equipes      | Conjuntos    |
| Adestramento                                                   | Adestramento                            | Adestramento      | Adestramento | Adestramento |
| -------------------------------------------------------------- | --------------------------------------- | ----------------- | ------------ | ------------ |
| Jogos Equestres Mundiais de 2014                               | 23 de agosto a 7 de setembro de 2014    | Normandia, França | 4            | 16           |
| Jogos Panamericanos 2015                                       | 11 a 14 de julho de 2015                | Toronto, Canadá   | 1            | 4            |
| Campeonato Europeu de Adestramento 2015                        | 11 a 16 de agosto de 2015               | Aachen, Alemanha  | 3            | 12           |
| Torneio qualificatório C*/F/G FEI 2015                         | 11 de setembro de 2015                  | Perl, Alemanha    | 1            | 4            |
| Ranking olímpico FEI                                           | 9 de março de 2015 a 6 de março de 2016 |                   | 0            | 20           |
| * Apenas Cazaquistão, Quirguistão, Turcomenistão e Usbequistão |                                         |                   |              |              |

### Tabela de qualificação
| Equipes | Equipes | Equipes | Equipes | Equipes |            | Individual           | Individual | Individual               | Individual    | Individual |
| Competição | Região | Ranking | Qualificados | Vagas | Competição | Região               | Ranking    | Qualificados             | Atletas       |            |
| --- | --- | --- | --- | --- | ---------- | -------------------- | ---------- | ------------------------ | ------------- | ---------- |
| País-sede | | | BRA Brasil | 4 |            |                      |            |                          |               |            |
| Jogos Equestres Mundiais 2014                                                                                               | Todas | 1º | GER Alemanha | 4 |            | Ranking olímpico FEI | A          | 23º / 30º                | DEN Dinamarca | 2**        |
| Jogos Equestres Mundiais 2014                                                                                               | Todas | 2º | GBR Grã-Bretanha | 4 | B          | Ranking olímpico FEI | 32º        | AUT Áustria              | 1             |            |
| Jogos Equestres Mundiais 2014                                                                                               | Todas | 3º | NED Países Baixos | 4 | B          | Ranking olímpico FEI | 35º        | BEL Bélgica              | 1             |            |
| Jogos Equestres Mundiais 2014                                                                                               | F/G | 10º | AUS Austrália | 4 | C          | Ranking olímpico FEI | 10º / 49º  | RUS Rússia               | 2             |            |
| Campeonato Europeu de Adestramento 2015                                                                                     | A/B/C* | 4º | ESP Espanha | 4 | D          | Ranking olímpico FEI | 105º       | CAN Canadá               | 1             |            |
| Campeonato Europeu de Adestramento 2015                                                                                     | A/B/C* | 5º | SWE Suécia | 4 | E          | Ranking olímpico FEI | 366º       | DOM República Dominicana | 1             |            |
| Campeonato Europeu de Adestramento 2015                                                                                     | A/B/C* | 6º | FRA França | 4 | F          | Ranking olímpico FEI | 299º       | PLE Palestina            | 1             |            |
| Jogos Panamericanos 2015 | D/E | 1º | USA Estados Unidos | 4 | G          | Ranking olímpico FEI | 114º       | NZL Nova Zelândia        | 1             |            |
| Torneio qualificatório C*/F/G FEI 2015                                                                                      | C*/F/G | 1º | JPN Japão | 4 | Todos      | Ranking olímpico FEI | 36º        | ITA Itália               | 1             |            |
| Total | Total | 10 equipes / 40 conjuntos                                                                                                   | 10 equipes / 40 conjuntos                                                                                                   | 10 equipes / 40 conjuntos                                                                                                   | Todos      | Ranking olímpico FEI | 37º        | IRL Irlanda              | 1             |            |
| * Cazaquistão, Quirguistão, Turcomenistão e Usbequistão participam do torneio qualificatório juntamente com os grupos F e G | * Cazaquistão, Quirguistão, Turcomenistão e Usbequistão participam do torneio qualificatório juntamente com os grupos F e G | * Cazaquistão, Quirguistão, Turcomenistão e Usbequistão participam do torneio qualificatório juntamente com os grupos F e G | * Cazaquistão, Quirguistão, Turcomenistão e Usbequistão participam do torneio qualificatório juntamente com os grupos F e G | * Cazaquistão, Quirguistão, Turcomenistão e Usbequistão participam do torneio qualificatório juntamente com os grupos F e G | Todos      | Ranking olímpico FEI | 44º        | SUI Suíça                | 1             |            |
| | | | | | Todos      | Ranking olímpico FEI | 48º / 50º  | DEN Dinamarca            | 2**           |            |
| 53º | UKR Ucrânia | 1 | | | Todos      | Ranking olímpico FEI |            |                          |               |            |
| Torneio qualificatório C*/F/G FEI 2015                                                                                      | F | 4º | RSA África do Sul | 1 |            |                      |            |                          |               |            |
| Torneio qualificatório C*/F/G FEI 2015                                                                                      | G | 8º | KOR Coreia do Sul | 1 |            |                      |            |                          |               |            |
| Jogos Panamericanos 2015 | D | 3º | CAN Canadá | 1 |            |                      |            |                          |               |            |
| Jogos Panamericanos 2015 | E | 10º | MEX México | 1 |            |                      |            |                          |               |            |
| Total | Total | 20 conjuntos | 20 conjuntos | 20 conjuntos |            |                      |            |                          |               |            |
| ** A Dinamarca foi o único CON a conquistar o direito a participar por equipes, ao garantir quatro vagas individuais        | | | | |            |                      |            |                          |               |            |

## Saltos
As quinze vagas individuais foram preenchidas por atletas entre os melhores posicionados nos rankings olímpicos individuais da FEI:
- Uma vaga para o melhor ranqueado das regiões A, B, C e F
- Seis vagas para as Américas, com base no Panamericano de Toronto
- Uma vaga para o torneio qualificatório da região G
- Quatro melhores no ranking olímpico da FEI

As demais sessenta vagas foram preenchidas pelos conjuntos inscritos por equipe.
Estão disponíveis quinze vagas para a disputa por equipe, cada uma com até quatro conjuntos.
- Uma vaga para o país-sede
- Cinco vagas para os melhores dos Jogos Equestres Mundiais de 2014
- Demais vagas são disputadas em qualificatórias específicas para as sete regiões geográficas.[7]

### Eventos qualificatórios
| Modalidade                        | Data                                    | Local                             | Equipes | Conjuntos |
| Saltos                            | Saltos                                  | Saltos                            | Saltos  | Saltos    |
| --------------------------------- | --------------------------------------- | --------------------------------- | ------- | --------- |
| Jogos Equestres Mundiais de 2014  | 23 de agosto a 7 de setembro de 2014    | Normandia, França                 | 5       | 20        |
| Jogos Panamericanos 2015          | 11 a 14 de julho de 2015                | Toronto, Canadá                   | 2       | 14        |
| Torneio qualificatório C FEI 2015 | 2 de agosto de 2015                     | Šamorín, Eslováquia               | 1       | 4         |
| Campeonato Europeu de Saltos 2015 | 17 a 23 de agosto de 2015               | Aachen, Alemanha                  | 3       | 12        |
| Torneio qualificatório G FEI 2015 | 25 de agosto de 2015                    | Hagen, Alemanha                   | 2       | 9         |
| Torneio qualificatório F FEI 2015 | 19 de fevereiro de 2016                 | Abu Dhabi, Emirados Árabes Unidos | 1       | 4         |
| Ranking olímpico FEI              | 9 de março de 2015 a 6 de março de 2016 |                                   | 0       | 8         |

### Tabela de qualificação
| Equipes                           | Equipes | Equipes                   | Equipes                   | Equipes                   |                                   | Individual           | Individual   | Individual       | Individual   | Individual |
| Competição                        | Região  | Ranking                   | Qualificados              | Vagas                     | Competição                        | Região               | Ranking      | Qualificados     | Atletas      |            |
| --------------------------------- | ------- | ------------------------- | ------------------------- | ------------------------- | --------------------------------- | -------------------- | ------------ | ---------------- | ------------ | ---------- |
| País-sede                         |         |                           | BRA Brasil                | 4                         |                                   |                      |              |                  |              |            |
| Jogos Equestres Mundiais 2014     | Todas   | 1º                        | NED Países Baixos         | 4                         |                                   | Ranking olímpico FEI | A            | 15º              | IRL Irlanda  | 1          |
| Jogos Equestres Mundiais 2014     | Todas   | 2º                        | FRA França                | 4                         | B                                 | Ranking olímpico FEI | 2º           | POR Portugal     | 1            |            |
| Jogos Equestres Mundiais 2014     | Todas   | 3º                        | USA Estados Unidos        | 4                         | C                                 | Ranking olímpico FEI | 55º          | TUR Turquia      | 1            |            |
| Jogos Equestres Mundiais 2014     | Todas   | 4º                        | GER Alemanha              | 4                         | F                                 | Ranking olímpico FEI | 9º           | MAR Marrocos     | 1            |            |
| Jogos Equestres Mundiais 2014     | Todas   | 5º                        | SWE Suécia                | 4                         | Todas                             | Ranking olímpico FEI | 7º / 12º     | BEL Bélgica      | 2            |            |
| Campeonato Europeu de Saltos 2015 | A/B     | 3º                        | SUI Suíça                 | 4                         | Todas                             | Ranking olímpico FEI | 10º          | ITA Itália       | 1            |            |
| Campeonato Europeu de Saltos 2015 | A/B     | 4º                        | GBR Grã-Bretanha          | 4                         | Todas                             | Ranking olímpico FEI | 26º          | EGY Egito        | 1            |            |
| Campeonato Europeu de Saltos 2015 | A/B     | 6º                        | ESP Espanha               | 4                         | Jogos Panamericanos 2015          | D / E                | 2º / 6º      | VEN Venezuela    | 2            |            |
| Torneio qualificatório C FEI 2015 | C       | 1º                        | UKR Ucrânia               | 4                         | Jogos Panamericanos 2015          | D / E                | 9º           | URU Uruguai      | 1            |            |
| Jogos Panamericanos 2015          | D/E     | 1º                        | CAN Canadá                | 4                         | Jogos Panamericanos 2015          | D / E                | 11º          | COL Colômbia     | 2            |            |
| Jogos Panamericanos 2015          | D/E     | 2º                        | ARG Argentina             | 4                         | Jogos Panamericanos 2015          | D / E                | 11º          | PER Peru         | 1            |            |
| Copa Furusyya de Nações 2106      | F       | 1º                        | QAT Catar                 | 4                         | Torneio qualificatório G FEI 2015 | G                    | 1º           | TPE Taipé Chinês | 1            |            |
| Torneio qualificatório G FEI 2015 | G       | 1º                        | JPN Japão                 | 4                         | Total                             | Total                | 15 conjuntos | 15 conjuntos     | 15 conjuntos |            |
| Torneio qualificatório G FEI 2015 | G       | 2º                        | AUS Austrália             | 4                         |                                   |                      |              |                  |              |            |
| Total                             | Total   | 15 equipes / 60 conjuntos | 15 equipes / 60 conjuntos | 15 equipes / 60 conjuntos |                                   |                      |              |                  |              |            |

## CCE - Concurso completo de equitação
As vinte e uma vagas individuais foram preenchidas pelo melhor colocado no ranking olímpico individual em cada uma das sete regiões geográficas, os dois atletas melhores posicionados nos rankings olímpicos individuais em três combinações de grupos (Europa, América e África/Ásia/Oceania) e os oito melhores no ranking olímpico da FEI que não se qualificaram de outra forma. As demais quarenta e quatro vagas foram preenchidas pelos conjuntos inscritos por equipe.
Estão disponíveis quinze vagas para a disputa por equipe, cada uma com até quatro conjuntos.
- Uma vaga para o país-sede
- Seis vagas para os melhores dos Jogos Equestres Mundiais de 2014
- Demais vagas são disputadas em qualificatórias específicas para as sete regiões geográficas.[13]

### Eventos qualificatórios
| Modalidade                           | Data                                    | Local                                | Equipes                              | Conjuntos                            |
| CCE - Concurso completo de equitação | CCE - Concurso completo de equitação    | CCE - Concurso completo de equitação | CCE - Concurso completo de equitação | CCE - Concurso completo de equitação |
| ------------------------------------ | --------------------------------------- | ------------------------------------ | ------------------------------------ | ------------------------------------ |
| Jogos Equestres Mundiais de 2014     | 23 de agosto a 7 de setembro de 2014    | Normandia, França                    | 6                                    | 24                                   |
| Jogos Panamericanos 2015             | 11 a 14 de julho de 2015                | Toronto, Canadá                      | 1                                    | 4                                    |
| Campeonato Europeu de CCE 2015       | 10 a 13 de setembro de 2015             | Castelo Blair, Escócia               | 2                                    | 8                                    |
| Campeonato de CCE Ásia-Pacífico 2015 | 8 a 11 de outubro de 2015               | Boekelo, Holanda                     | 1                                    | 4                                    |
| Ranking olímpico FEI                 | 9 de março de 2015 a 6 de março de 2016 |                                      | 0                                    | 21                                   |

### Tabela de qualificação
| Equipes | Equipes | Equipes | Equipes | Equipes |            | Individual           | Individual | Individual       | Individual    | Individual |
| Competição | Região | Ranking | Qualificados | Vagas | Competição | Região               | Ranking    | Qualificados     | Atletas       |            |
| --- | --- | --- | --- | --- | ---------- | -------------------- | ---------- | ---------------- | ------------- | ---------- |
| País-sede | | | BRA Brasil | 4 |            |                      |            |                  |               |            |
| Jogos Equestres Mundiais 2014 | Todas | 1º | GER Alemanha | 4 |            | Ranking olímpico FEI | A          | 131º             | FIN Finlândia | 1          |
| Jogos Equestres Mundiais 2014 | Todas | 2º | GBR Grã-Bretanha | 4 | B          | Ranking olímpico FEI | 14º        | ITA Itália       | 1**           |            |
| Jogos Equestres Mundiais 2014 | Todas | 3º | NED Países Baixos | 4 | C          | Ranking olímpico FEI | 3º         | RUS Rússia       | 1**           |            |
| Jogos Equestres Mundiais 2014 | Todas | 4º | AUS Austrália | 4 | D          | Ranking olímpico FEI | —          | —                | 0*            |            |
| Jogos Equestres Mundiais 2014 | Todas | 5º | IRL Irlanda | 4 | E          | Ranking olímpico FEI | 69º        | CHI Chile        | 1             |            |
| Jogos Equestres Mundiais 2014 | Todas | 6º | CAN Canadá | 4 | F          | Ranking olímpico FEI | 284º       | ZIM Zimbabwe     | 1             |            |
| Campeonato Europeu de Saltos 2015 | A/B/C* | 3º | FRA França | 4 | G          | Ranking olímpico FEI | 26º        | JPN Japão        | 1             |            |
| Campeonato Europeu de Saltos 2015 | A/B/C* | 5º | SWE Suécia | 4 | A/B/C      | Ranking olímpico FEI | 4º         | BLR Bielorrússia | 1             |            |
| Jogos Panamericanos 2015 | D/E | 1º | USA Estados Unidos | 4 | A/B/C      | Ranking olímpico FEI | 17º        | SUI Suíça        | 1**           |            |
| Campeonato Ásia-Pacífico 2015 | C*/F/G | 3º | NZL Nova Zelândia | 4 | D / E      | Ranking olímpico FEI | 184º       | PUR Porto Rico   | 1             |            |
| Total | Total | 11 equipes / 44 conjuntos                                                                                                   | 11 equipes / 44 conjuntos                                                                                                   | 11 equipes / 44 conjuntos                                                                                                   | D / E      | Ranking olímpico FEI | 271º       | ECU Equador      | 1             |            |
| * Cazaquistão, Quirguistão, Turcomenistão e Usbequistão participam do torneio qualificatório juntamente com os grupos F e G                                                                          | * Cazaquistão, Quirguistão, Turcomenistão e Usbequistão participam do torneio qualificatório juntamente com os grupos F e G | * Cazaquistão, Quirguistão, Turcomenistão e Usbequistão participam do torneio qualificatório juntamente com os grupos F e G | * Cazaquistão, Quirguistão, Turcomenistão e Usbequistão participam do torneio qualificatório juntamente com os grupos F e G | * Cazaquistão, Quirguistão, Turcomenistão e Usbequistão participam do torneio qualificatório juntamente com os grupos F e G | F / G      | Ranking olímpico FEI | 47º        | CHN China        | 1             |            |
| | | | | | F / G      | Ranking olímpico FEI | 271º       | JPN Japão        | 1             |            |
| Todas | 21º / 40º | RUS Rússia | 2** | |            | Ranking olímpico FEI |            |                  |               |            |
| Todas | 24º / 37º | BEL Bélgica | 2 | |            | Ranking olímpico FEI |            |                  |               |            |
| Todas | 42º / 49º | ITA Itália | 2** | |            | Ranking olímpico FEI |            |                  |               |            |
| Todas | 49º / 73º | SUI Suíça | 2** | |            | Ranking olímpico FEI |            |                  |               |            |
| Todas | 52º | ESP Espanha | 1 | |            | Ranking olímpico FEI |            |                  |               |            |
| Total | Total | 21 conjuntos | 21 conjuntos | 21 conjuntos |            |                      |            |                  |               |            |
| * A região D engloba América do Norte e Caribe, em que apenas Canadá e EUA estão ranqueados e já classificados por equipe ** Itália, Rússia obtiveram três vagas e participam da disputa por equipes | | | | |            |                      |            |                  |               |            |

## Resumo
| CON                      | Individual   | Individual | Individual | Equipe       | Equipe | Equipe | Total |
| CON                      | Adestramento | CCE        | Saltos     | Adestramento | CCE    | Saltos | Total |
| ------------------------ | ------------ | ---------- | ---------- | ------------ | ------ | ------ | ----- |
| RSA África do Sul        | 1            |            |            |              |        |        | 1     |
| GER Alemanha             | 4            | 4          | 4          | X            | X      | X      | 12    |
| ARG Argentina            |              |            | 4          |              |        | X      | 4     |
| AUS Austrália            | 4            | 4          | 4          | X            | X      | X      | 12    |
| AUT Áustria              | 1            |            |            |              |        |        | 1     |
| BEL Bélgica              | 1            | 2          | 2          |              |        |        | 5     |
| BLR Bielorrússia         |              | 1          |            |              |        |        | 1     |
| BRA Brasil               | 4            | 4          | 4          | X            | X      | X      | 12    |
| CAN Canadá               | 2            | 4          | 4          |              | X      | X      | 10    |
| QAT Catar                |              |            | 4          |              |        | X      | 4     |
| CHI Chile                |              | 1          |            |              |        |        | 1     |
| CHN China                |              | 1          |            |              |        |        | 1     |
| COL Colômbia             |              |            | 2          |              |        |        | 2     |
| KOR Coreia do Sul        | 1            |            |            |              |        |        | 1     |
| DEN Dinamarca            | 4            |            |            | X            |        |        | 4     |
| EGY Egito                |              |            | 1          |              |        |        | 1     |
| ECU Equador              |              | 1          |            |              |        |        | 1     |
| ESP Espanha              | 4            | 1          | 4          | X            |        | X      | 9     |
| USA Estados Unidos       | 4            | 4          | 4          | X            | X      | X      | 12    |
| FIN Finlândia            |              | 1          |            |              |        |        | 1     |
| FRA França               | 4            | 4          | 4          | X            | X      | X      | 12    |
| GBR Grã-Bretanha         | 4            | 4          | 4          | X            | X      | X      | 12    |
| IRL Irlanda              | 1            | 4          | 1          |              | X      |        | 6     |
| ITA Itália               | 1            | 3          | 1          |              | X      |        | 5     |
| JPN Japão                | 4            | 2          | 4          | X            |        | X      | 10    |
| MAR Marrocos             |              |            | 1          |              |        |        | 1     |
| MEX México               | 1            |            |            |              |        |        | 1     |
| NZL Nova Zelândia        | 1            | 4          |            |              | X      |        | 5     |
| NED Países Baixos        | 4            | 4          | 4          | X            | X      | X      | 12    |
| PLE Palestina            | 1            |            |            |              |        |        | 1     |
| PER Peru                 |              |            | 1          |              |        |        | 1     |
| PUR Porto Rico           |              | 1          |            |              |        |        | 1     |
| POR Portugal             |              |            | 1          |              |        |        | 1     |
| DOM República Dominicana | 1            |            |            |              |        |        | 1     |
| RUS Rússia               | 2            | 3          |            |              | X      |        | 5     |
| SWE Suécia               | 4            | 4          | 4          | X            | X      | X      | 12    |
| SUI Suíça                | 1            | 3          | 4          |              | X      | X      | 8     |
| TPE Taipé Chinês         |              |            | 1          |              |        |        | 1     |
| TUR Turquia              |              |            | 1          |              |        |        | 1     |
| UKR Ucrânia              | 1            |            | 4          |              |        | X      | 5     |
| URU Uruguai              |              |            | 1          |              |        |        | 1     |
| VEN Venezuela            |              |            | 2          |              |        |        | 2     |
| ZIM Zimbabwe             |              | 1          |            |              |        |        | 1     |
| Total: 43 NOCs           | 60           | 65         | 75         | 11           | 14     | 15     | 200   |